# Religia w Grecji

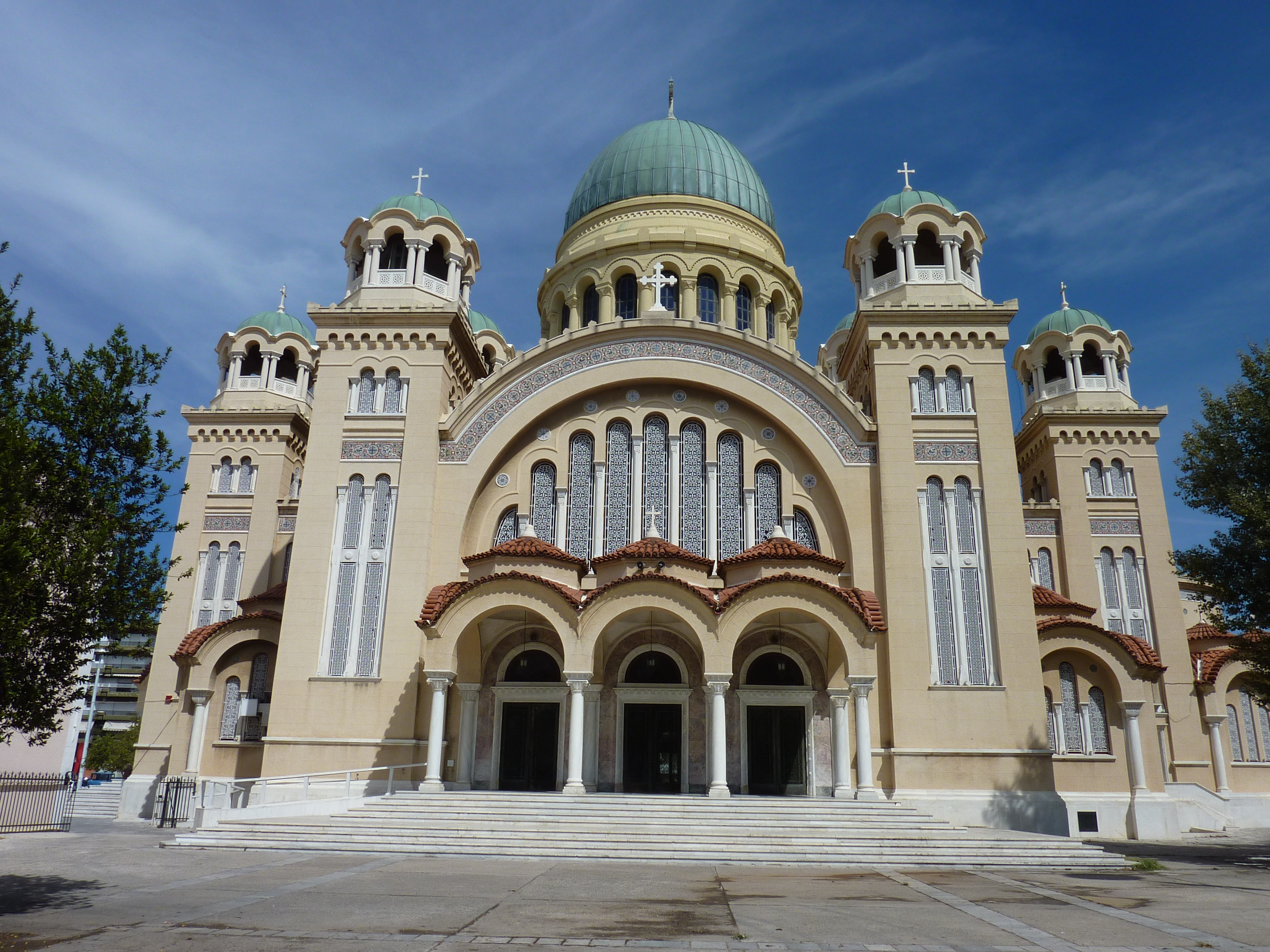
Neobizantyjski kościół Agios Andreas

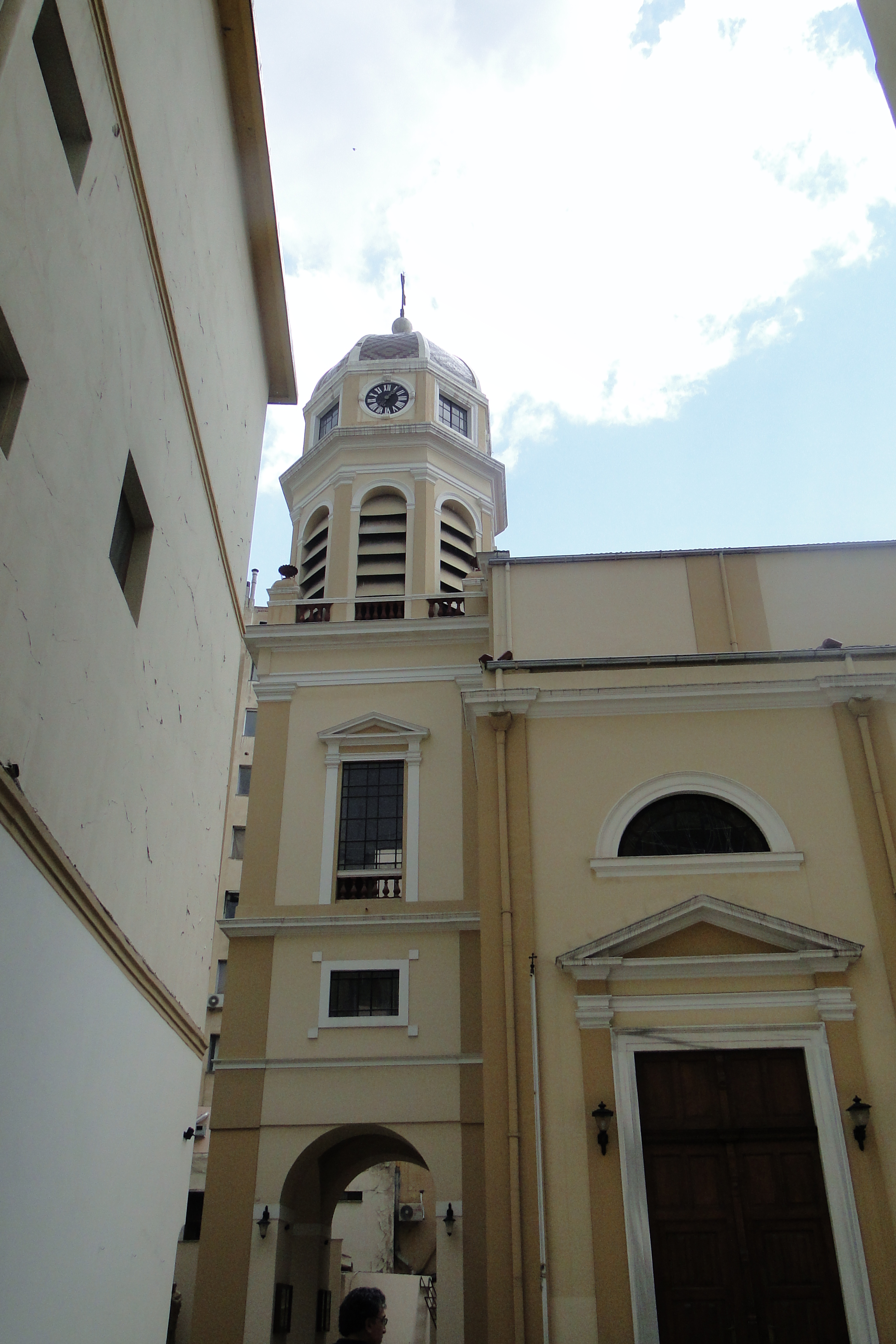
Kościół katolicki w Salonikach

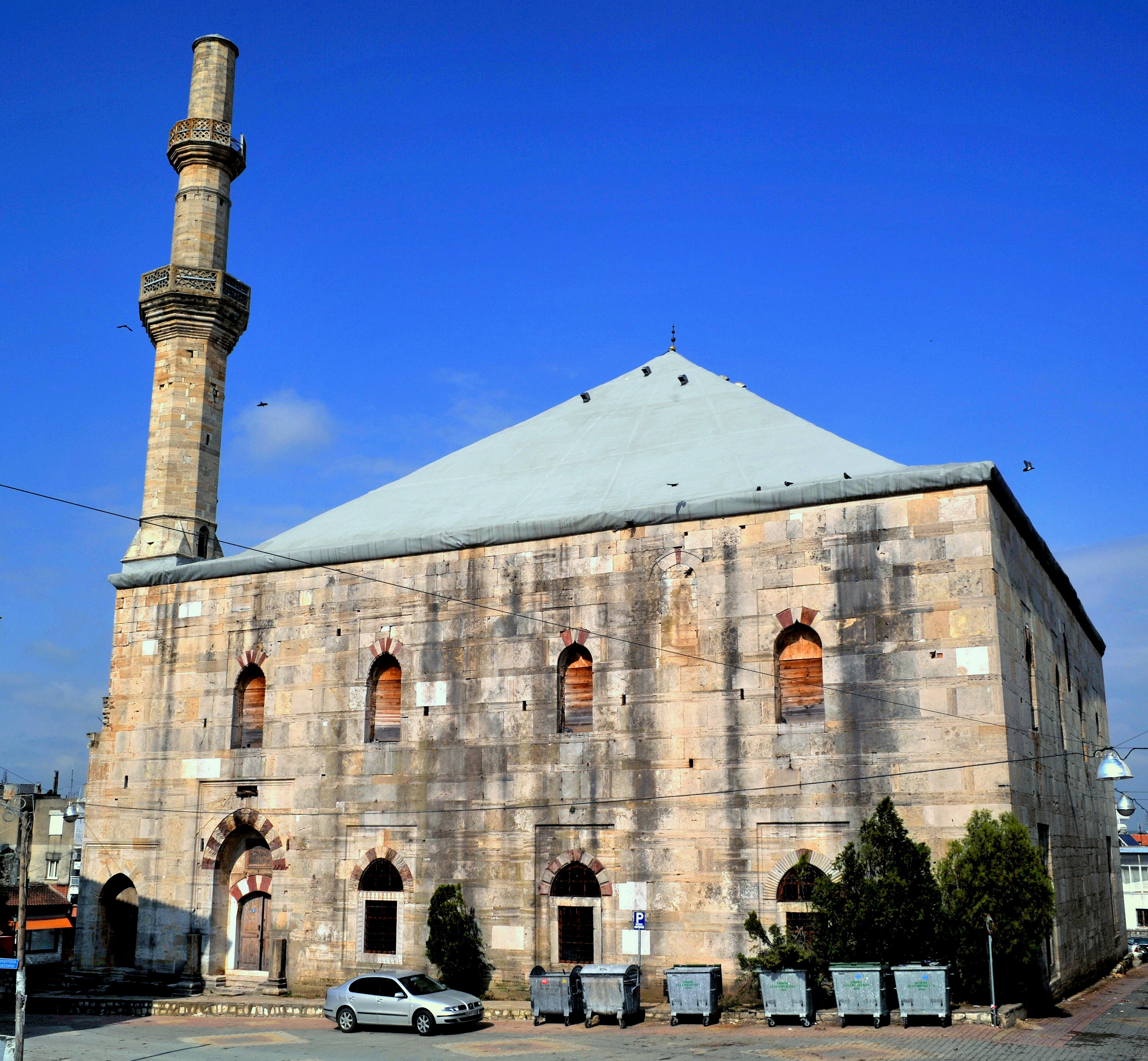
Meczet muzułmański w Tracji

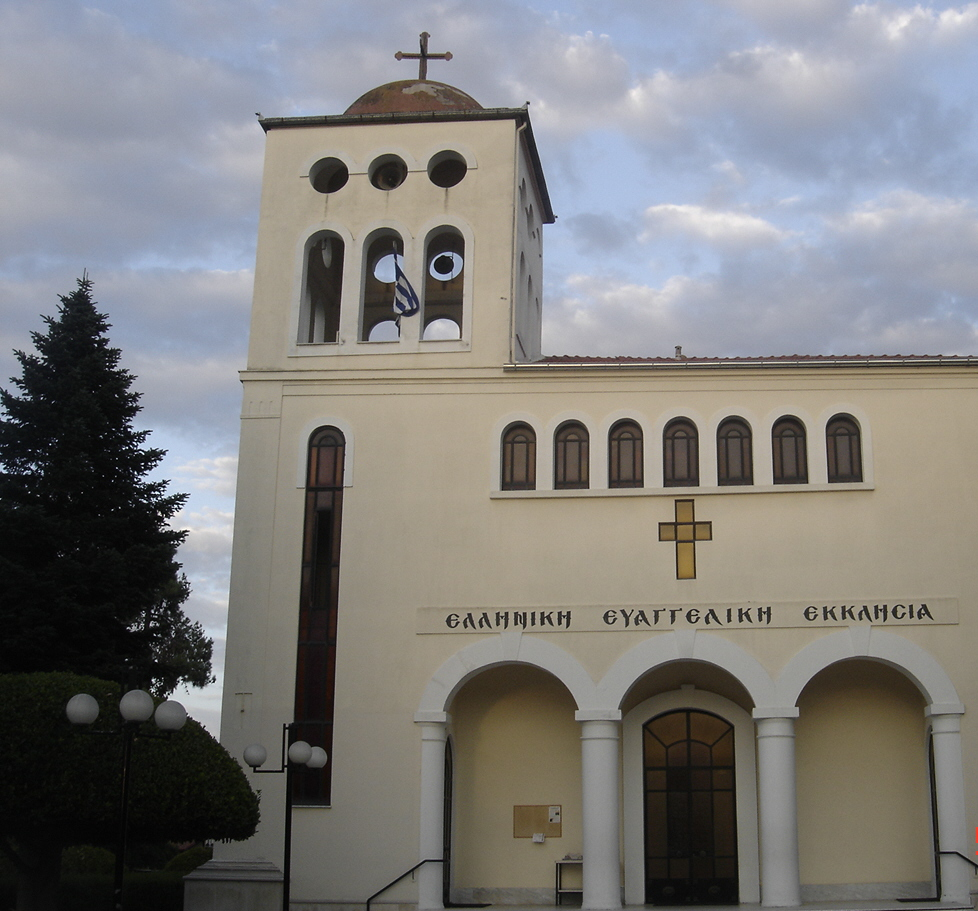
Grecki Kościół Ewangelicki w Katerini

Wśród religii w Grecji największą denominacją jest Grecki Kościół Prawosławny do którego należy zdecydowana większość ludności Grecji i który jest uznany przez konstytucję jako religia państwowa. Inne główne religie to: islam, katolicyzm, hellenizm i protestantyzm.
Według najnowszego sondażu Eurobarometru z 2010 roku odpowiedzi mieszkańców Grecji na pytania w sprawie wiary były następujące:
- 79% – „Wierzę w istnienie Boga”,
- 16% – „Wierzę w istnienie pewnego rodzaju ducha lub siły życiowej”,
- 4% – „Nie wierzę w żaden rodzaj ducha, Boga lub siły życiowej”,
- 1% – „Nie wiem”.

## Chrześcijaństwo
Grecki Kościół Prawosławny, członek Komunii Prawosławnej, według konstytucji Grecji, ma przyznany status religii państwowej. Grecja jest jedynym krajem na świecie, w którym Kościół Prawosławny jest wyraźnie uznany za religię państwową. Członkowie kościoła stanowią od 95% do 98% populacji (ok. 10 mln), chociaż ostatnie badania na temat religijności obywateli greckich wydają się przeczyć tym liczbom.
Katolicy w większości żyją na wyspach greckich, np. na Cykladach i Wyspach Jońskich. Obecność katolików na greckich wyspach jest przeważnie pozostałością z czasów Republiki Weneckiej w czasach od średniowiecza do 1797 roku. Rzymskokatolicka wspólnota w ostatnich latach wzrosła liczebnie, ze względu na imigrację i liczy ponad 200 tysięcy wiernych.
Według „Operation World” 91,5% ludności to chrześcijanie, z czego 41,4 tysiące to protestanci. Największym protestanckim kościołem w Grecji jest
Wolny Kościół Apostolski Pięćdziesiątnicy liczący ok. 20 tysięcy wiernych. Inne kościoły protestanckie w Grecji to: Grecki Kościół Ewangelicki z nurtu kalwinizmu, liczący ok. 6 tys. wiernych, Wolne Kościoły Ewangelickie, Kościół Poczwórnej Ewangelii z ok. 1 tys. wiernych i Kościół Adwentystów Dnia Siódmego z ok. 0,5 tys. członków.
Społeczność Świadków Jehowy w Grecji liczy 28 tys. osób, a Kościół Jezusa Chrystusa Świętych w Dniach Ostatnich (mormoni) 718 członków.

## Islam
Muzułmanie w Grecji są przeważnie tureckiego pochodzenia. Liczbę wyznawców islamu szacuje się na 97,6 tys. osób, to jest 0,95% ogólnej populacji, według spisu ludności z 1991 roku. Liczba muzułmanów imigrantów jest szacowana między 200 a 300 tysięcy.

## Inne religie
Społeczność żydowska w Grecji, liczy około 5.500 członków, którzy żyją głównie w Atenach, Salonikach i Larissie. W Grecji jest także 2 tysiące wyznawców hellenizmu.

## Dane statystyczne
Dane statystyczne na 2010 rok, według książki Operation World:
| Religie/kościoły                      | Liczba wiernych | Procent ludności |
| ------------------------------------- | --------------- | ---------------- |
| Kościół Grecji                        | 10 020 000      | 89,6%            |
| Islam                                 | 648 637         | 5,8%             |
| Brak religii                          | 301 952         | 2,7%             |
| Starokalendarzowy Kościół Prawosławny | 210 000         | 1,88%            |
| Kościół katolicki                     | 165 000         | 1,48%            |
| Świadkowie Jehowy                     | 27 995 (2022)   | 0,26%            |
| Wolny Kościół Apostolski              | 18 000          | 0,16%            |
| Grecki Kościół Ewangelicki            | 6600            | 0,06%            |
| Wolne Kościoły Ewangelickie           | 4900            | 0,04%            |
| Kościół Poczwórnej Ewangelii          | 2600            | 0,02%            |
| Inne denominacje chrześcijańskie (49) | 58 916          | 0,53%            |

Najnowsze dane statystyczne, obejmujące imigrantów (od 2006 roku):
| Religie/kościoły  | Liczba wiernych | Procent ludności |
| ----------------- | --------------- | ---------------- |
| Kościół Grecji    | 10 003 402      | 93,5%            |
| Islam             | 300 000         | 2,75%            |
| Kościół katolicki | 250 000         | 2,3%             |
| Protestantyzm     | 30 000          | 0,28%            |
| Świadkowie Jehowy | 29 098          | 0,27%            |
| Judaizm           | 5500            | 0,05%            |
| Hellenizm         | 2000            | 0,02%            |